# Uedem
Uedem est une commune de Rhénanie-du-Nord-Westphalie (Allemagne), située dans l'arrondissement de Clèves, dans le district de Düsseldorf.

## Histoire
Un centre multinational d’opérations aériennes de l’OTAN (Combined Air Operations Centre (en)) y est installé.
Le Commandement spatial de la Bundeswehr (Weltraumkommando der Bundeswehr) y a été inauguré le 13 juillet 2021.

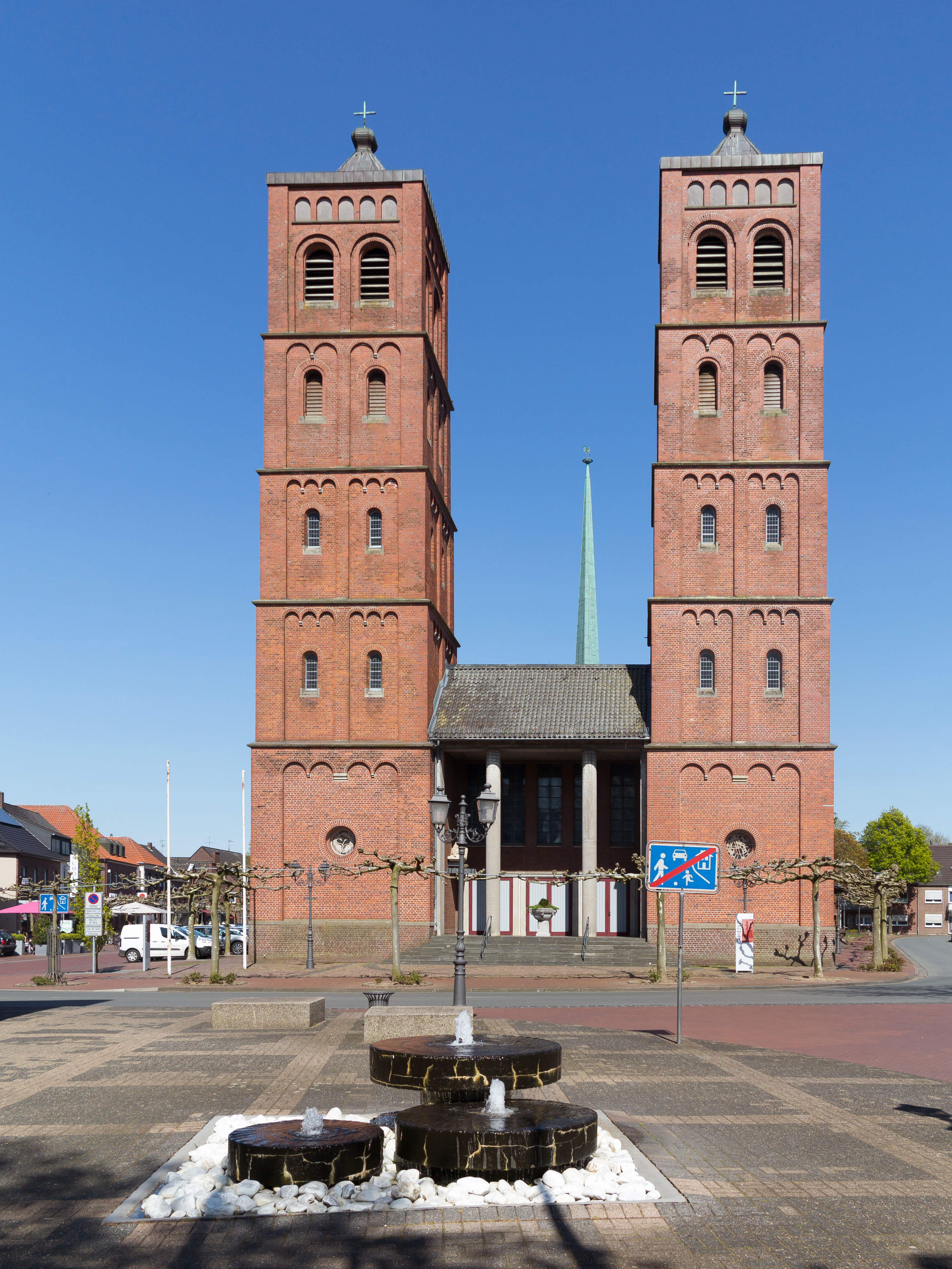
L'église catholique: die Pfarrkirche Sankt Laurentius

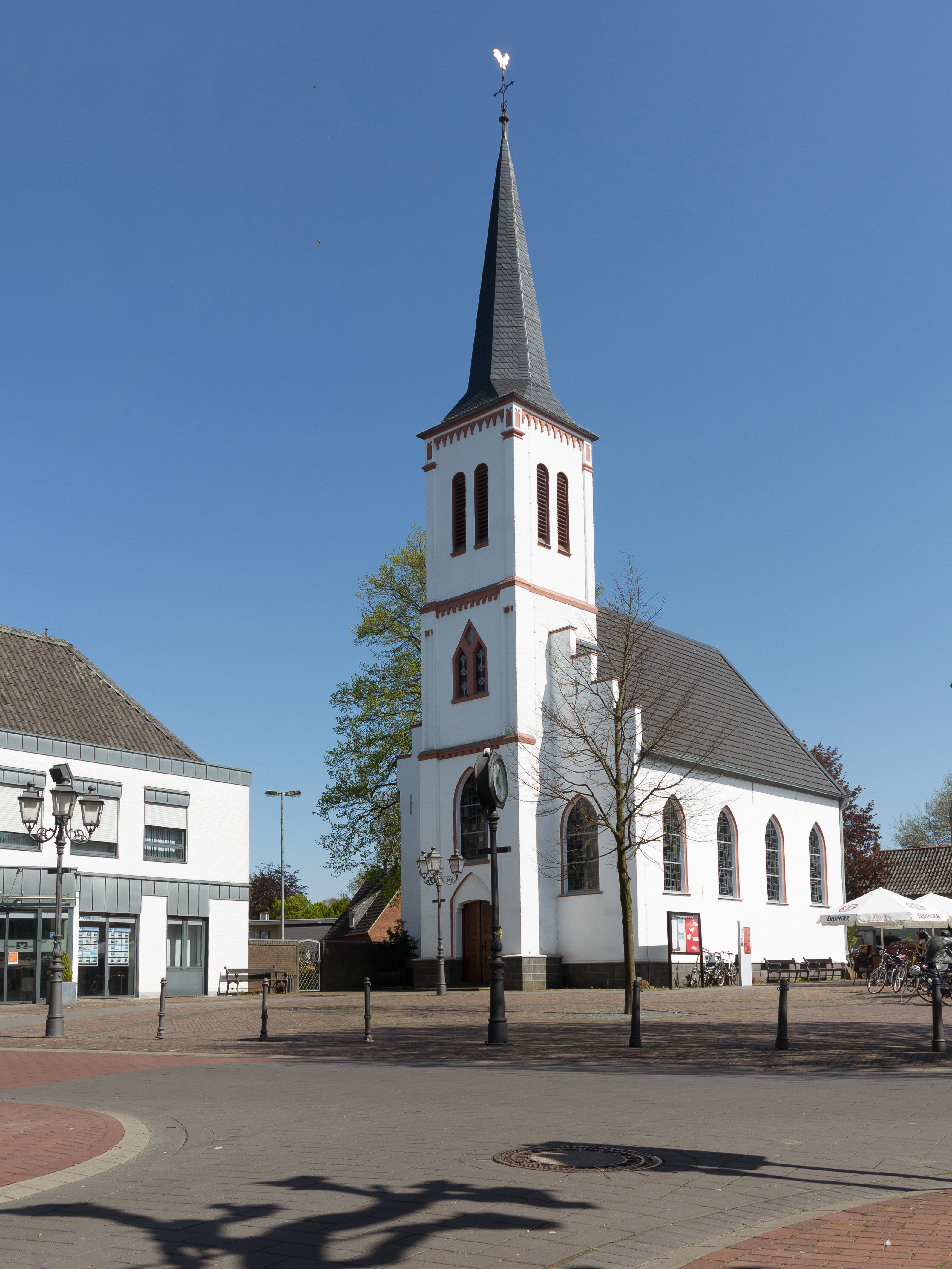
L'église protestante